# Bastiola
Bastiola è stata una frazione del comune di Bastia Umbra (PG), situata lungo la Strada statale 147 di Assisi. Gli abitanti sono 2.163 , facendone una delle frazioni più popolate del comune. Negli anni 2010 la frazione è stata accorpata al capoluogo, rendendola di fatto un suo quartiere (viene considerato parte del rione Portella); tra le località che lo compongono, menzioniamo San Bartolo e Ceppaiolo.
Bastiola ha un carattere prevalentemente abitativo, con pochi negozi. Il quartiere può usufruire di una scuola elementare e di un asilo. Qui sono anche stati ritrovati dei resti archeologici risalenti al medioevo.
Si trova in prossimità della confluenze del torrente Tescio nel fiume Chiascio, corsi d'acqua che sono scavalcati da importanti ponti noti nella storia (ora sono comunque stati in parte rifatti in epoca moderna,  dopo i bombardamenti della seconda guerra mondiale).
Da ricordare, in prossimità del quadrivio centrale del quartiere, la presenza di una residenza storica risalente al 1890, in seguito divenuta una struttura ricettiva di lusso, chiusa negli anni 2010 ed in seguito trasformata, dal 2024, in un centro d'accoglienza per migranti.
I primi di luglio vi si tiene la Festa della birra a caduta.